# 프란체스코 예이츠
프란체스코 예이츠(Francesco Yates, 1995년 9월 11일 ~ )는 캐나다의 가수이다.